# Игарка
Ига́рка — город (с 1931) в Туруханском районе Красноярского края России.
Образует муниципальное образование со статусом городского поселения город Игарка как единственный населённый пункт в его составе. В рамках административно-территориального устройства соответствует административно-территориальной единице город Игарка (районный).
Сейчас это порт, доступный для морских судов из Енисейского залива; есть также аэропорт Игарка, используемый для перевозки грузов и рабочих вахт на нефтяные месторождения. Игарка как морской порт работает с 1928 года. Причалы и пр. построены до 1930—35 годов, потом усовершенствовались, расширялись, бетонировались и т. д. До распада СССР в Игарке за летнюю короткую навигацию обрабатывались до 120—140 морских судов.
В подчинении Игарки (Игарского горсовета) находился Курейский сельсовет, образованный посёлком Курейкой.
7 октября 1991 года в Пенсионном Фонде Российской Федерации была зарегистрирована Курейская сельская администрация города Игарки.
27 декабря 1995 года Законодательное собрание Красноярского края приняло Закон № 8-207 «Об административно-территориальном устройстве Красноярского края», по которому районы определялись как совокупность районных городов, сельсоветов и посёлков, объединённых в территориальном отношении, а сельсоветы как совокупность нескольких сельских населенных пунктов. Вступил в силу закон с 10 января 1996 года.
Игарка до 2005 года являлась краевым городом (образовывала городской совет). Посёлок Курейка, находившийся в подчинении Игарки, образовывал административно-территориальную единицу под названием Курейский сельсовет, подчинённый администрации города Игарки, или Курейская сельская администрация города Игарки.
В 2005 году Игарка была включена в состав Туруханского района в качестве городского поселения (районного города на уровне административно-территориального устройства), посёлок Курейка был передан в межселенную территорию.

## География и климат
Город расположен на берегу Игарской протоки Енисея, в 1330 км к северу от Красноярска по прямой (расстояние по Енисею около 1800 км). Находится за полярным кругом, в зоне распространения вечной мерзлоты, относится к районам Крайнего Севера.

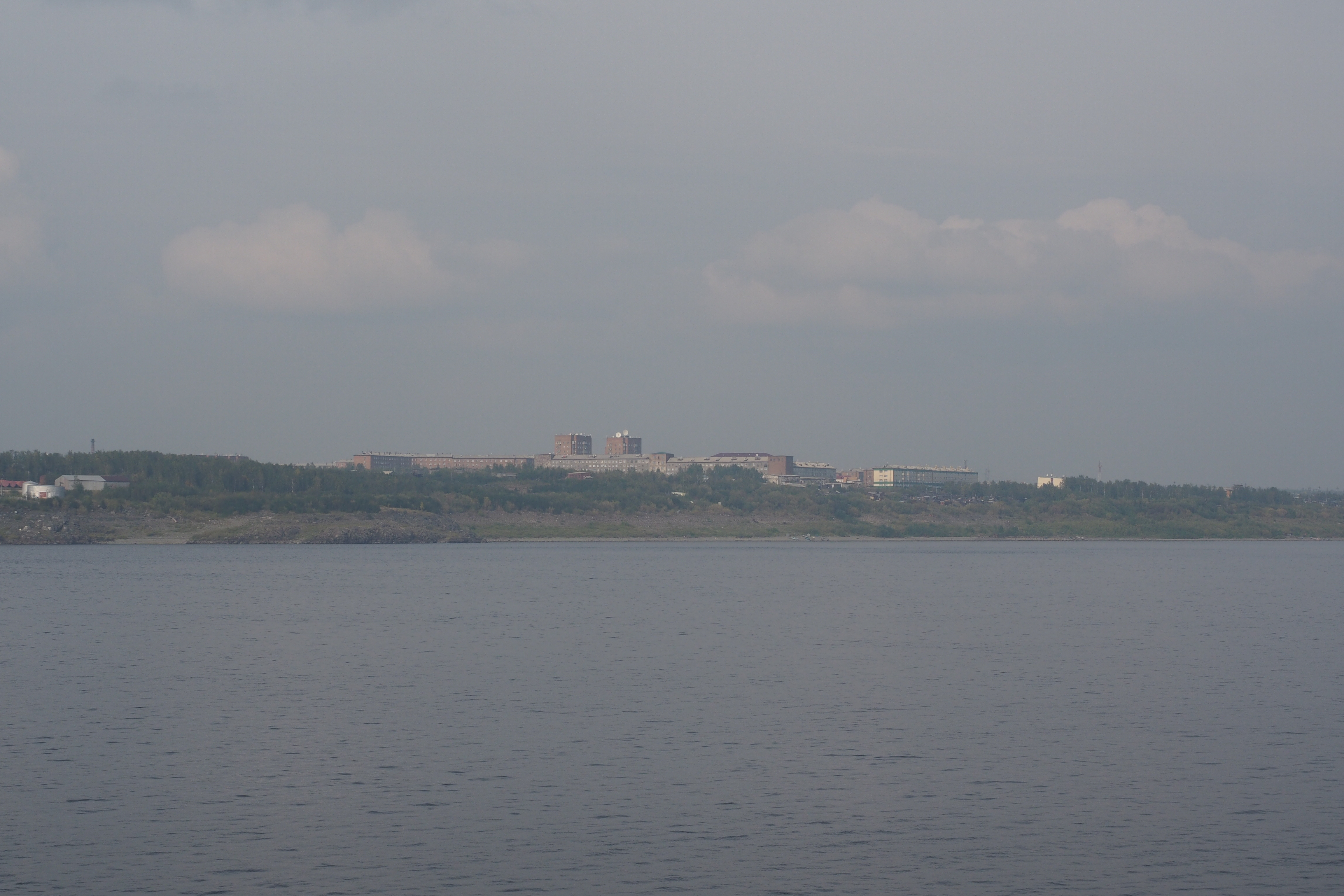
Вид на Игарку с подходящего теплохода (2020)

В городе Игарка холодно-умеренный климат. Большое количество осадков, даже в засушливые месяцы. По классификации климатов Кёппена — субарктический климат (индекс Dfc) с длинной морозной зимой, коротким прохладным летом и постоянным увлажнением в течение года. Исключительно редко в зимние месяцы возможны незначительные оттепели. Абсолютный минимум температуры в Игарке составляет −55,5 градуса.
| Показатель                                                              | Янв.  | Фев.  | Март  | Апр.  | Май   | Июнь | Июль | Авг. | Сен.  | Окт.  | Нояб. | Дек.  | Год   |
| ----------------------------------------------------------------------- | ----- | ----- | ----- | ----- | ----- | ---- | ---- | ---- | ----- | ----- | ----- | ----- | ----- |
| Абсолютный максимум, °C                                                 | 1,2   | 0,7   | 7,2   | 13,3  | 27,8  | 33,6 | 34,0 | 31,3 | 24,8  | 14,6  | 3,1   | 1,0   | 34,0  |
| Средний суточный максимум, °C                                           | −22,8 | −21,3 | −13,3 | −5,7  | 1,9   | 12,3 | 20,1 | 16,1 | 8,1   | −4    | −15,6 | −19,7 | −3,1  |
| Средняя температура, °C                                                 | −27,4 | −26   | −19,4 | −11,7 | −2,7  | 8,0  | 15,2 | 11,9 | 4,9   | −7,2  | −19,8 | −24,2 | −8,2  |
| Средний суточный минимум, °C                                            | −32   | −30,7 | −25,5 | −17,7 | −7,2  | 3,7  | 10,4 | 7,7  | 1,7   | −10,3 | −23,9 | −28,7 | −12,4 |
| Абсолютный минимум, °C                                                  | −55,2 | −54,8 | −51,8 | −42,8 | −29,1 | −9   | −0,7 | −3,9 | −14,3 | −38,9 | −49,5 | −55,5 | −55,5 |
| Норма осадков, мм                                                       | 29    | 24    | 28    | 28    | 28    | 50   | 55   | 57   | 55    | 58    | 44    | 38    | 494   |
| Источник: Абсолютные минимумы и максимумы, Средние температуры и осадки |       |       |       |       |       |      |      |      |       |       |       |       |       |

## Часовой пояс
Город Игарка находится в часовой зоне МСК+4. Смещение применяемого времени относительно UTC составляет +7:00.

## Энергетика
В 130 километрах на северо-запад от Игарки находится активно разрабатываемое Ванкорское нефтегазовое месторождение. В августе 2009 года месторождение дало промышленную нефть. В 80 км на северо-восток от Игарки расположена Усть-Хантайская ГЭС, в 90 км на юго-восток — Курейская ГЭС.
Планируется строительство Нижне-Курейской ГЭС.

## История

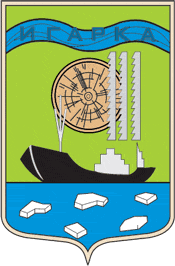
Герб (1977)

Согласно одной из версий, своё название город получил по имени протоки, на которой расположен. Протока же, в свою очередь, названа по имени местного рыбака Егора Ширяева, имя которого местные жители превратили из «Егорки» в «Игарку». Однако, факт существования человека с подобным именем не зафиксирован ни в одном из исторических документов.
Согласно другой версии, которую впервые высказал краевед Адольф Васильевич Вахмистров, название впервые было дано реке Игарка, левому притоку реки Енисей. Корни названия реки, возможно, происходят из языка исчезнувших коренных народов, родственных современным кетам. Согласно исследованиям А. В. Вахмистрова, река Игарка была нанесена впервые на карту Петром Чичаговым в 1725 году.
Игарскую протоку же впервые описали и нанесли на карту в ходе Великой северной экспедиции в 1740 году Фёдор Минин и Харитон Лаптев.
В начале XX века на месте города существовал стан Старая Игарка.
В 1929 году здесь начали строить порт по вывозу леса. До 1950-х годов сюда ссылали политических, военных и других заключённых. Их руками, а также усилиями энтузиастов и вольнонаёмных и строился город. Были построены рыбопромышленный комбинат, судоремонтная верфь.
В 1936 году на месте, которое сейчас занимает кинотеатр «Север», появился первый в Заполярье Народный театр, создателем и первым художественным руководителем которого стала известная актриса Вера Пашенная, оставшаяся в Игарке после гастролей.
Отсюда также в 1947—1953 годах строилась железнодорожная магистраль до Салехарда — «дорога на костях», часть недостроенной Трансполярной магистрали, унёсшая тысячи жизней заключённых и впоследствии заброшенная. Город развивался и как лесопромышленный центр.
В 1956 году по распоряжению Совета Министров СССР была начата разработка первого плана генеральной реконструкции Игарки. Проектировщики видели город крупным центром лесообрабатывающей промышленности, большим портом на Енисее, доступным для крупнотоннажных морских судов. Генплан учитывал перспективную возможность строительства железной дороги, отмечалось, что в ближайшем будущем Игарка может стать центром по добыче угля, нефти и других рудных полезных ископаемых.
27 июля 1962 года в городе разразился катастрофический пожар, т. н. «Большой Игарский пожар», который полностью уничтожил склад готовой продукции комбината — 159,2 тысячи кубометров пиломатериалов. В огне пожара, перекинувшегося на город, сгорели также 65 жилых и административных зданий — два магазина и контора рыбкооперации, родильный дом, аптека, ясли, два только что отстроенных общежития, деревянный мост через Медвежий лог. Огонь уничтожил также здания краеведческого музея и интерклуба. Пожару посвящено стихотворение Александра Городницкого «Баллада о спасённой тюрьме».
В момент пожара большинство мужчин были на работе, то есть их не было в городе. Женщины на своих руках выносили детей из яслей и домов. Были выпущены заключённые из тюрьмы, к которой подходил огонь. Только благодаря им удалось остановить пожар. После, все до единого вернулись в тюрьму. После пожара город отстроен заново.
С начала 1960-х годов в Игарке начался бурный рост экспортно-ориентированной деревообрабатывающей промышленности. Здесь находился Лесопильноперевалочный комбинат, в котором работали 4 деревообрабатывающих цеха. В 1970—80-е годы на комбинате перерабатывали и отгружали экспортного пиломатериала более 1 млн 250 тыс. кубометров в год, большей частью пакетированного; кроме того, отгружались на экспорт более 300 тыс. кубометров продукции глубокой переработки древесины, производившейся на местном ЛПК. За продукцией комбината в порт приходило до сотни морских судов за навигацию, а мощности морского порта позволяли обслуживать сразу 25 крупнотоннажных кораблей. По объёму поставок древесины Игарский морской порт занимал второе место в стране после Архангельского. Лесоматериал доставлялся плотами сплавом по Енисею.

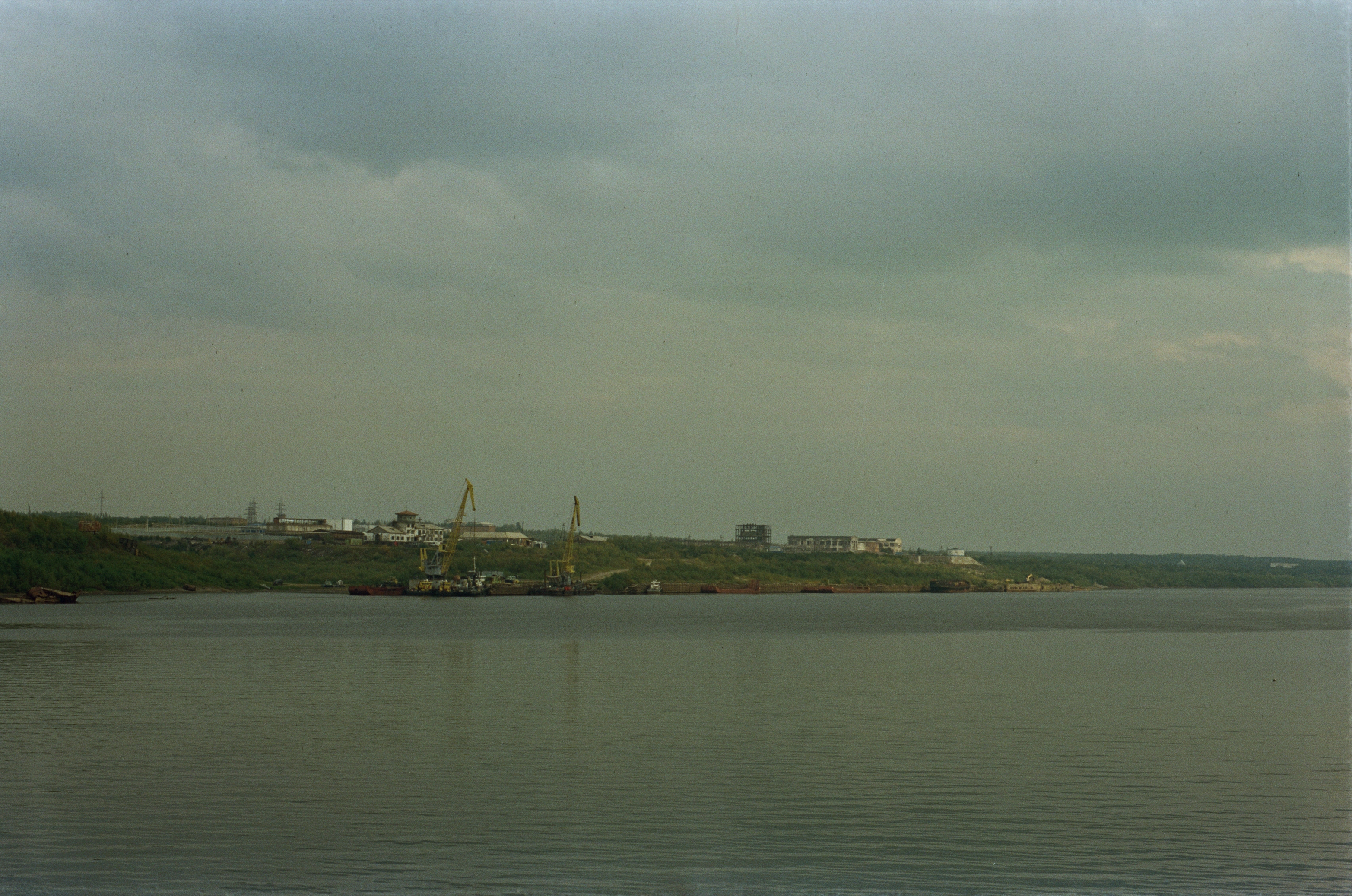
Игарский порт, во время съёмки совсем пустой (2020)

В настоящее время производство почти свёрнуто. С этим также связано значительное сокращение численности населения города — с 18 тыс. в 1989 году до нынешнего уровня. По другим данным, исторический пик численности населения Игарки составлял 20-25 тысяч человек.

## Население
| 1859    | 1931    | 1939    | 1959    | 1967    | 1970    | 1979    | 1989    | 1992    |
| ------- | ------- | ------- | ------- | ------- | ------- | ------- | ------- | ------- |
| 20      | ↗3000   | ↗23 648 | ↘14 311 | ↗18 000 | ↘15 624 | ↗16 335 | ↗18 820 | ↘17 900 |
| 1996    | 1998    | 2002    | 2003    | 2005    | 2006    | 2007    | 2008    | 2009    |
| ↘14 900 | ↘10 600 | ↘8627   | ↘8600   | ↘8000   | ↘7700   | ↘7300   | ↘6702   | →6702   |
| 2010    | 2011    | 2012    | 2013    | 2014    | 2015    | 2016    | 2017    | 2018    |
| ↘6183   | ↘5924   | →5924   | ↘5648   | ↘5346   | ↘5117   | ↘4975   | ↘4754   | ↘4544   |
| 2019    | 2020    | 2021    | 2024    |         |         |         |         |         |
| ↘4417   | ↘4319   | ↘3634   | ↘3559   |         |         |         |         |         |

На 1 января 2025 года по численности населения город находился на 1100-м месте из 1124 городов Российской Федерации.
Население — 3559 чел. (2024). С 2009 года жизнь в Игарке сосредоточена в двух микрорайонах с пяти- и девятиэтажными зданиями и в оставшихся двухэтажных деревянных зданиях на территории «Нового города».

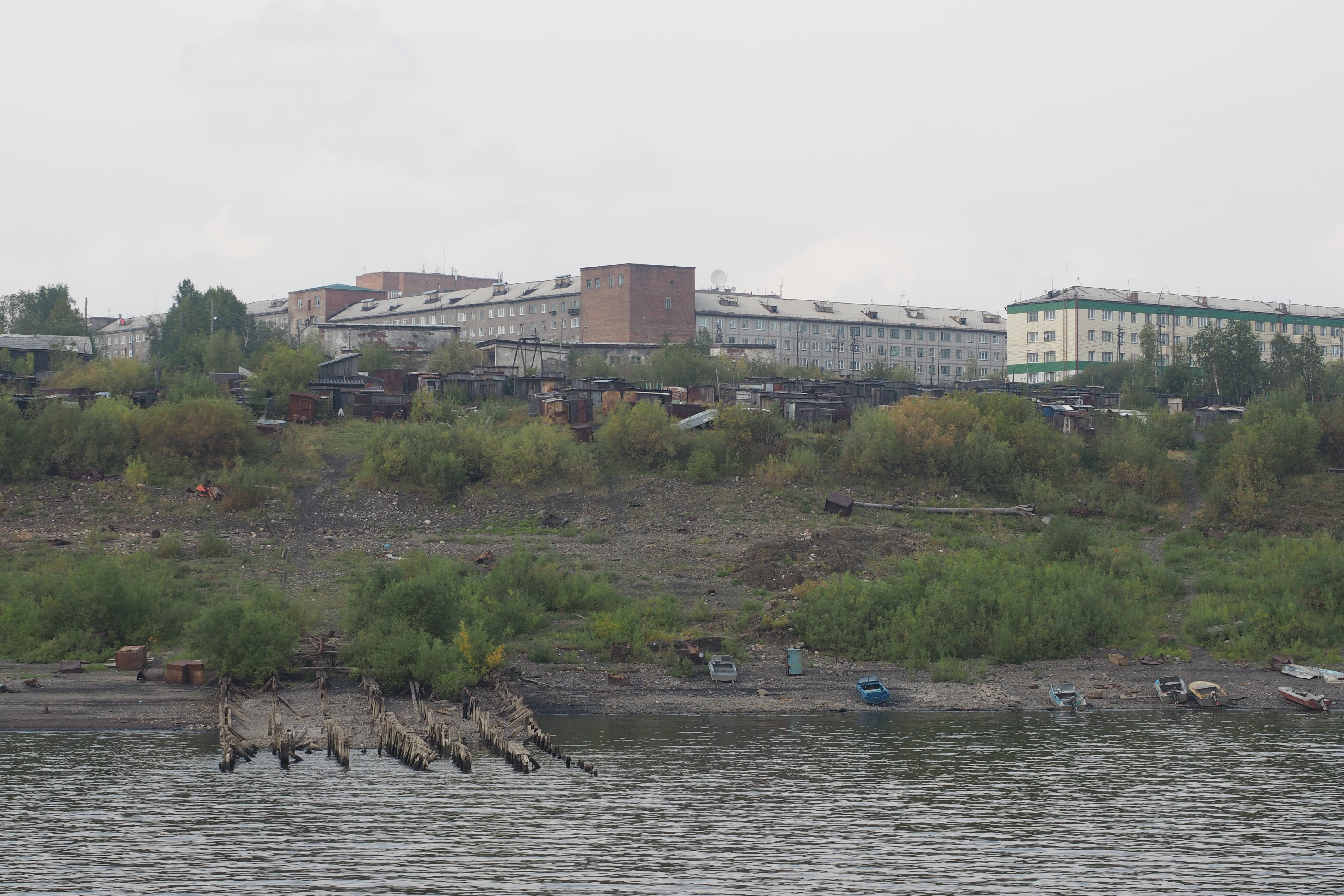
Вид на многоэтажные дома Игарки (2020)

## Местное самоуправление
Игарский городской Совет депутатов
Дата избрания: 08.09.2013. Срок полномочий: 4 года. Количество депутатов: 11
Глава муниципального образования
- Сорокин Виктор Васильевич (1959—2017), с апреля 2013 по сентябрь 2017 года.
- Никитин Евгений Владимирович. Дата избрания: 17.11.2017
- Добромыслов Вадим Семёнович (2020[46]—2021[47])
- Гайнетдинов Андрей Рифович (2022[48]—2024[49])
- Лебедева Светлана Анатольевна (и. о., январь—февраль 2024)
- Евсеева Ирина Михайловна (с 2024[50])

## Экономика
В 2023 году Игарка вошла в список из 16 агломераций и населенных пунктов, утверждённых правительством РФ в качестве опорных пунктов арктической зоны. В рамках проекта в 4-х городах Красноярского края до 2035 года будет реализовано порядка 200 инвестиционных проектов, создающих 130 тыс. новых рабочих мест.

## Аэропорт
Аэропорт Игарка (UOII) в настоящее время оборудуется и сертифицируется в качестве вспомогательного, в том числе и для использования в качестве запасного для рейсов в Норильск, так как над ним проходят много международных трансполярных трасс. В будущем также возможно восстановление нормальной работы самого авиапредприятия. В настоящее время пассажирские перевозки аэропорта Игарка составляют 98 тыс. человек в год, грузовые — порядка 1,5 тыс. тонн в год.
Главный пассажиропоток составляют 4,5 тысячи человек ежемесячной вахтовой смены, по большей части перевозимых рейсами из Красноярска.
Аварии
3 августа 2010 года при заходе на посадку в 700 метрах от взлётно-посадочной полосы в районе аэропорта города Игарки разбился самолёт Ан-24 авиакомпании «Катэкавиа», выполнявший рейс из Красноярска в Игарку. На борту самолёта было 15 человек — 4 члена экипажа и 11 пассажиров. В катастрофе погибли 12 человек.

## Железная дорога
В настоящее время она называется мертвая дорога и бездействует.
После войны в направлении Игарки началось строительство железной дороги — знаменитая сталинская стройка № 503 (Салехард-Игарка). Прокладку линии вели сразу на трёх участках — от начальной точки на станции Пур (ныне в городской черте Нового Уренгоя), от Игарки и от посёлка Ермаково на берегу Енисея. В период 1947—1953 годов было проложено более 200 километров пути. По всей протяжённости будущей магистрали была устроена очередь постоянной линии связи. Такая же линия шла от Игарки дальше на север, в направлении Норильска.
После смерти Сталина работы на проекте сначала законсервировали, а затем и вовсе прекратили. В начале 1960-х годов рельсовый путь от Игарки разобрали.
В стратегии «Развитие железнодорожного транспорта до 2030» предусмотрено строительство железной дороги (СШХ) с продлением до Дудинки.

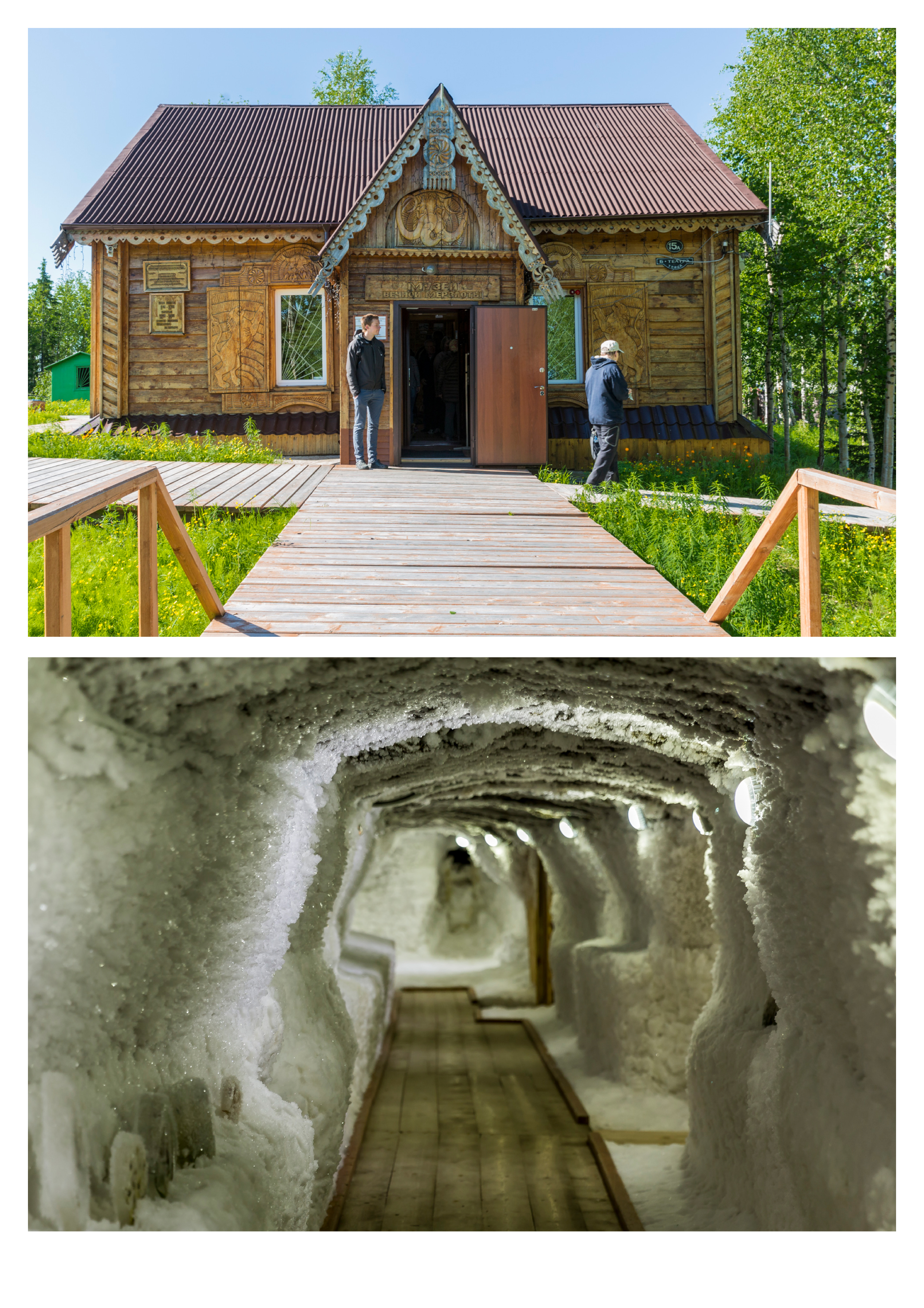
Музей Вечной мерзлоты, г. Игарка

## Достопримечательности
- Музей вечной мерзлоты
- Музей истории освоения Енисейского Севера

## Известные жители и уроженцы
- Георгий Антипов — писатель, жил в Игарке с 1929 по 1940 год.
- Астафьев, Виктор Петрович — писатель, жил в детстве в Игарке. В его честь названа местная школа.
- Юсупов Дамир Касимович — Герой Российской Федерации. Командир воздушного судна.